# Marijan Ćavar
Marijan Ćavar (Prozor-Rama, 2 februari 1998) is een Bosnisch voetballer die doorgaans speelt als middenvelder. In september 2024 verruilde hij Široki Brijeg voor Zrinjski Mostar. Ćavar maakte in 2018 zijn debuut in het Bosnisch voetbalelftal.

## Clubcarrière
Ćavar speelde in de jeugd van Rama en Branitelj en kwam in 2014 terecht in de opleiding van Zrinjski Mostar. Bij die club maakte hij op 28 mei 2017 zijn professionele debuut, tijdens de laatste speelronde van het seizoen 2016/17, waarin Zrinjski het landskampioenschap had behaald. In een thuisduel met Sloboda Tuzla werd met 3–0 gewonnen. Ćavar begon aan de wedstrijd als wisselspeler en twaalf minuten voor het eind mocht hij invallen. Gedurende de jaargang erop veroverde hij een vaste plaats op het middenveld van Zrinjski.
In januari 2018 maakte de Bosniër de overstap naar Eintracht Frankfurt, waar hij zijn handtekening zette onder een verbintenis voor de duur van drieënhalf jaar. Een halfjaar en één competitieoptreden later verhuurde Eintracht hem voor één seizoen aan NK Osijek. In januari 2021 mocht Ćavar Frankfurt definitief verlaten en daarop nam Greuther Fürth hem over. Hij tekende een contract voor een halfjaar met een optie op twee seizoenen extra.
Deze optie werd niet gelicht en met één gespeelde competitiewedstrijd op zak keerde Ćavar in de zomer terug naar zijn vaderland, waar hij voor Široki Brijeg ging spelen. Zijn contract bij de club werd in maart 2023 opengebroken en verlengd tot medio 2025. Zrinjski Mostar haalde Ćavar in september 2024 na zesenhalf jaar terug naar de club.

## Clubstatistieken
| Seizoen | Club                | Competitie    | Competitie | Competitie | Beker | Beker | Internationaal | Internationaal | Totaal | Totaal |
| Seizoen | Club                | Competitie    | Wed.       | Dlp.       | Wed.  | Dlp.  | Wed.           | Dlp.           | Wed.   | Dlp.   |
| ------- | ------------------- | ------------- | ---------- | ---------- | ----- | ----- | -------------- | -------------- | ------ | ------ |
| 2016/17 | Zrinjski Mostar     | Premijer Liga | 1          | 0          | 0     | 0     | —              | —              | 1      | 0      |
| 2017/18 | Zrinjski Mostar     | Premijer Liga | 15         | 0          | 0     | 0     | 2              | 0              | 17     | 0      |
| 2017/18 | Eintracht Frankfurt | Bundesliga    | 1          | 0          | 0     | 0     | —              | —              | 1      | 0      |
| 2018/19 | → NK Osijek         | 1. HNL        | 13         | 0          | 2     | 0     | —              | —              | 15     | 0      |
| 2019/20 | Eintracht Frankfurt | Bundesliga    | 0          | 0          | 0     | 0     | 0              | 0              | 0      | 0      |
| 2020/21 | Eintracht Frankfurt | Bundesliga    | 0          | 0          | 0     | 0     | —              | —              | 0      | 0      |
| 2020/21 | Greuther Fürth      | 2. Bundesliga | 1          | 0          | 0     | 0     | —              | —              | 1      | 0      |
| 2021/22 | Široki Brijeg       | Premijer Liga | 24         | 1          | 2     | 0     | —              | —              | 26     | 1      |
| 2022/23 | Široki Brijeg       | Premijer Liga | 31         | 5          | 0     | 0     | —              | —              | 31     | 5      |
| 2023/24 | Široki Brijeg       | Premijer Liga | 29         | 6          | 4     | 0     | —              | —              | 33     | 6      |
| 2024/25 | Široki Brijeg       | Premijer Liga | 5          | 2          | 0     | 0     | —              | —              | 5      | 2      |
| 2024/25 | Zrinjski Mostar     | Premijer Liga | 2          | 0          | 0     | 0     | —              | —              | 2      | 0      |
| Totaal  | Totaal              | Totaal        | 122        | 14         | 8     | 0     | 2              | 0              | 132    | 14     |

Bijgewerkt op 17 september 2024.

## Interlandcarrière
Ćavar maakte op 28 januari 2018 zijn debuut in het Bosnisch voetbalelftal, tegen de Verenigde Staten. Tijdens dit duel werd niet gescoord. Ćavar mocht van bondscoach Robert Prosinečki in de rust invallen. De andere debutanten dit duel waren Marko Mihojević, Elvis Sarić, Mersudin Ahmetovic (allen FK Sarajevo), Darko Todorović (Sloboda Tuzla), Dino Beširević (Radnik Bijeljina), Ognjen Todorović, Nemanja Bilbija (beiden Zrinjski Mostar), Tomislav Tomić (Olimpija Ljubljana), Elvir Koljič (FK Krupa), Elvir Ibišević (Omaha Mavericks) en Luka Menalo (Široki Brijeg).
| Interlands van Marijan Ćavar voor Bosnië en Herzegovina | Interlands van Marijan Ćavar voor Bosnië en Herzegovina | Interlands van Marijan Ćavar voor Bosnië en Herzegovina | Interlands van Marijan Ćavar voor Bosnië en Herzegovina | Interlands van Marijan Ćavar voor Bosnië en Herzegovina | Interlands van Marijan Ćavar voor Bosnië en Herzegovina | Interlands van Marijan Ćavar voor Bosnië en Herzegovina |
| №                                                       | Datum                                                   | Wedstrijd                                               | Uitslag                                                 | Competitie                                              | Goals                                                   |                                                         |
| Als speler bij Eintracht Frankfurt                      | Als speler bij Eintracht Frankfurt                      | Als speler bij Eintracht Frankfurt                      | Als speler bij Eintracht Frankfurt                      | Als speler bij Eintracht Frankfurt                      | Als speler bij Eintracht Frankfurt                      | Als speler bij Eintracht Frankfurt                      |
| ------------------------------------------------------- | ------------------------------------------------------- | ------------------------------------------------------- | ------------------------------------------------------- | ------------------------------------------------------- | ------------------------------------------------------- | ------------------------------------------------------- |
| 1                                                       | 28 januari 2018                                         | Verenigde Staten – Bosnië en Herzegovina                | 0 – 0                                                   | Vriendschappelijk                                       |                                                         |                                                         |
| 2                                                       | 31 januari 2018                                         | Mexico – Bosnië en Herzegovina                          | 1 – 0                                                   | Vriendschappelijk                                       |                                                         |                                                         |
| Als speler bij Široki Brijeg                            |                                                         |                                                         |                                                         |                                                         |                                                         |                                                         |
| 3                                                       | 18 december 2021                                        | Verenigde Staten – Bosnië en Herzegovina                | 1 – 0                                                   | Vriendschappelijk                                       |                                                         |                                                         |

Bijgewerkt op 17 september 2024.

## Erelijst
| Premijer Liga | 1 | 2016/17 |